# Gamă diatonică
Gama diatonică reprezintă o succesiune de sunete muzicale în starea lor naturală, aflate la distanță de tonuri și semitonuri, cu semitonurile naturale.
Cele 7 sunete ale gamei sunt așezate astfel încât gama să conțină 5 tonuri și 2 semitonuri.
Se consideră gamă diatonică cea în care cele șapte sunete ce o compun se succed prin tonuri și semitonuri diatonice. Verificarea diatonismului unei game se face așezând sunetele acesteia în ordinea reală, adică din cvintă perfectă în cvintă perfectă.
Gama diatonică, în care toate cele șapte sunete din alcătuirea ei alternează în scară numai prin tonuri și semitonuri diatonice, împreună cu gama cromatică, în care toate sunetele din alcătuirea ei alternează în scară numai prin semitonuri (diatonice și cromatice), formează Sistemul tonal diatonic.